# Рімантас Норвіла
Рімантас Норвіла (лит. Rimantas Norvila; нар. 2 грудня 1957, с. Бабтай, Каунаський район, Литовська РСР, СРСР) — литовський католицький єпископ. Єпископ-помічник Каунаської архідієцезії з 28 травня 1997 по 5 січня 2002 року, єпископ Вілкавішкіської дієцезії з 5 січня 2002.

## Життєпис
Після закінчення середньої школи в Каунасі у 1975 році вступив у Каунаський Політехнічний інститут. У 1976—1978 роках проходив строкову службу в Радянській армії. У 1986 році вступив у Каунаську семінарію. Після успішного закінчення семінарії висвячений на священника 24 лютого 1991 року. З 1993 до 1995 року був канцлером курії Каунаської архідієцезії, а в 1994 році — директром «Карітасу». У 1995—1997 роках навчався в Папському університеті святого Томи Аквінського в Римі, де здобув ліценціат з богослов'я.
28 травня 1997 року був призначений єпископом-помічником Каунаської архідієцезії і титулярним єпископом Каструм. Єпископська хіротонія відбулася 29 червня 1997 року, головним святителем був архієпископ Сиґітас Тамкявічус. Упродовж 1997—2011 років був ректором Каунаської семінарії.
5 січня 2002 року призначений єпископом Вілкавішкіської дієцезії. Був віце-президентом Конференції католицьких єпископів Литви у 2011—2014 роках, а 7 березня 2019 року повторно обраний на цей уряд.